# Feet Up (Pat Him on the Po-Po)
«Feet Up (Pat Him on the Po-Po)» (укр. «Ноги вгору (Поплескайте йому по пузу)») — популярна пісня, написана Бобом Мерріллом у 1952 році. Його найвідоміша версія була записана Ґаєм Мітчеллом у тому ж році.

## Опис
Оповідач пісні — колишній мерзотник, який змінюється, щоб подати хороший приклад своєму новонародженому синові, якого він любить. Назва належить до традиції плескати новонароджену дитину відразу після народження, щоб вона перевела подих.

## Чарти
Пісня досягла 18 місця в чарті Cashbox у серпні 1952 року. У листопаді пісня також посіла друге місце в UK Singles Chart, ставши першим номером два в цьому чарті.